# 入江ななみ
入江 ななみ（いりえ　ななみ、1995年1月8日 - ）は、日本の女子レスリング選手。福岡県出身。階級は53kg級。身長153cm。兄の隆と2人の姉妹もレスリング選手。長女のゆきは2012年の世界ジュニア48kg級で優勝、三女のくみは2014年の世界カデット選手権56kg級で3位になった。

## 来歴
兄と姉に続いてレスリングを始めた。横代中学2年と3年の時に全国中学生選手権で3位になった。小倉商業高校時代は1年から3年連続でJOC杯カデットの部で優勝した。2年の時にはアジアカデット選手権と全国高校女子選手権で優勝すると、全日本選抜選手権の51kg級では決勝で至学館大学1年の志土地希果に敗れるが2位になった。3年の時にはジュニアクイーンズカップカデットの部と世界カデット選手権で優勝すると、全国高校女子選手権でも2連覇したが、全日本選抜選手権では決勝で至学館高校3年の川井梨紗子に敗れて2位だった。2013年には姉に続いて九州共立大学へ進学すると、1年の時には全日本選抜選手権の決勝で東洋大学1年の宮原優を破って初優勝するが、国際大会での実績がなかったために世界選手権の代表決定戦となる参考試合に出場することになったものの、そこで宮原に敗れて代表にはなれなかった。2年の時からはジュニアクイーンズカップとJOC杯ジュニアの部でそれぞれ2連覇、全日本学生選手権では3連覇した。全日本選抜選手権53kg級の決勝では世界チャンピオンである綜合警備保障の吉田沙保里に敗れて2位、世界ジュニアとゴールデングランプリでは3位だった。3年の時には全日本選抜選手権決勝で吉田に再び敗れて2位だったが、世界ジュニア55kg級では優勝した。全日本選手権の53kg級決勝では試験的に階級を上げてきた48kg級の世界チャンピオンである至学館大学4年の登坂絵莉と接戦になったが敗れた。2016年には膝のケガで戦列を暫く離れることになった。2017年からは国体要員として福井県体育協会の所属となった。2018年の国体では優勝した。7月の世界選手権代表選考プレーオフでは53kg級世界チャンピオンの奥野春菜などを破って、非オリンピック階級の55kg級代表となった。姉のゆきも50kg級代表に選ばれたことにより、姉妹での世界選手権出場となった。9月の世界選手権では決勝でアメリカの選手に敗れて2位にとどまった。全日本選手権では決勝で奥野春菜に敗れた。

## 主な戦績
- 2008年 -　全国中学生選手権　3位（46kg級）
- 2008年 -　全日本女子オープン選手権（中校生の部）2位（46kg級）
- 2009年 -　全日本女子選手権中学生の部　3位（48kg級）
- 2009年 -　全国中学生選手権　3位（46kg級）

49kg級での戦績
- 2010年 -　JOC杯カデットの部　優勝
- 2010年 -　アジアカデット選手権　優勝
- 2010年 -　全日本女子オープン選手権（高校生の部）　2位
- 2010年 -　全日本選手権　3位（51kg級）
- 2011年 -　ジュニアクイーンズカップ カデットの部　2位
- 2011年 -　JOC杯カデットの部　優勝
- 2011年 -　全日本選抜選手権　2位（51kg級）
- 2011年 -　アジアカデット選手権　優勝
- 2011年 -　全国高校女子選手権　優勝
- 2012年 -　ジュニアクイーンズカップ カデットの部　優勝
- 2012年 -　JOC杯カデットの部　優勝
- 2012年 -　全日本選抜選手権　2位（51kg級）
- 2012年 -　全国高校女子選手権　優勝
- 2012年 -　世界カデット選手権　優勝

51kg級での戦績
- 2012年 -　全日本選手権　3位
- 2013年 -　ジュニアクイーンズカップ ジュニアの部　3位
- 2013年 -　JOC杯ジュニアの部　2位
- 2013年 -　全日本選抜選手権　優勝
- 2013年 -　全日本社会人選手権　2位
- 2013年 -　全日本学生選手権　2位
- 2013年 -　全日本選手権　3位
- 2014年 -　ワールドカップ　優勝（53kg級）
- 2014年 -　ジュニアクイーンズカップ ジュニアの部　優勝（55kg級）
- 2014年 -　JOC杯ジュニアの部　優勝（55kg級）

53kg級での戦績
- 2014年 -　全日本選抜選手権　2位
- 2014年 -　全日本社会人選手権　優勝
- 2014年 -　ゴールデングランプリ　3位
- 2014年 -　世界ジュニア　3位（55kg級）
- 2014年 -　全日本学生選手権　優勝
- 2014年 -　全日本女子オープン選手権（シニアの部）2位
- 2014年 -　ビル・ファーレル国際大会　優勝
- 2014年 -　全日本選手権　3位
- 2015年 -　ジュニアクイーンズカップ ジュニアの部　優勝（55kg級）
- 2015年 -　JOC杯ジュニアの部　優勝（55kg級）
- 2015年 -　アジア選手権　3位
- 2015年 -　全日本選抜選手権　2位
- 2015年 -　世界ジュニア　優勝（55kg級）
- 2015年 -　全日本学生選手権　優勝
- 2015年 -　全日本女子オープン選手権（シニアの部）優勝
- 2015年 -　全日本選手権　2位
- 2016年 -　全日本学生選手権　優勝
- 2016年 -　全日本女子オープン選手権（シニアの部）優勝
- 2016年 -　国体　女子の部　3位
- 2018年 -　クリッパン国際大会　優勝
- 2018年 -　全日本社会人選手権　優勝
- 2018年 -　国体　優勝
- 2019年 -　全日本選抜選手権　3位
- 2019年 -　世界選手権　2位
- 2019年 -　全日本選手権　2位
- 2020年 -　全日本選手権　2位
- 2021年 -　全日本選抜選手権　2位
- 2021年 -　全日本選手権　2位
- 2022年 -　全日本選抜選手権　3位

（出典）